# Ormont-Dessous
Ormont-Dessous je obec na jihozápadě Švýcarska, v okrese Aigle v kantonu Vaud. Žije zde přibližně 1 100 obyvatel.

## Geografie

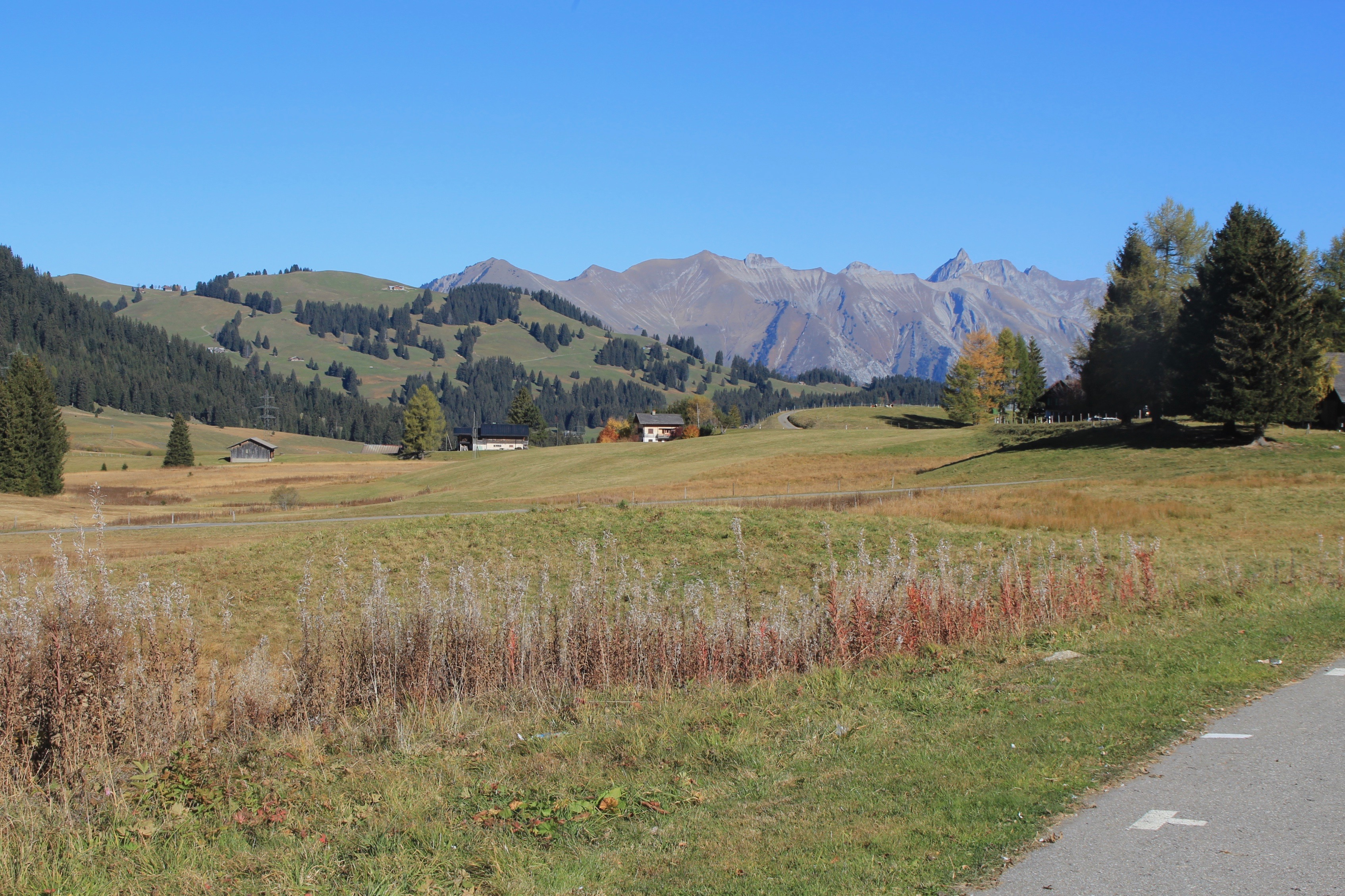
Col des Mosses

Ormont-Dessous se nachází vzdušnou čarou asi 9 km východoseverovýchodně od okresního města Aigle. Obec, která se skládá z několika částí, se nachází v centrální části údolí řeky Grande Eau, v údolí Les Ormonts ve Vaudských Alpách.
Území obce o rozloze 64,1 km² pokrývá část Vaudských Alp. Jižní část obce zabírá alpské údolí, kterým protéká Grande Eau od východu na západ (směrem k Rhôně). Jižně od řeky se území rozprostírá na svazích do výšin Chamossaire (až 1960 m n. m.), Chaux Ronde (až 2000 m n. m.) a Tête de Meilleret (1939 m n. m.). Jezero Lac des Chavonnes se nachází v prohlubni na severním svahu tohoto pohoří.
Severní strana údolí Grande Eau v oblasti Ormont-Dessous je rozdělena dvěma krátkými bočními údolími Ruisseau du Sépey a La Raverette a zasahujícím výběžkem Les Champs. Řeka Raverette pramení poblíž průsmyku Col des Mosses. Severní konec údolí tvoří hory Tour de Famelon (až 2082 m n. m.), Mont d’Or (2175 m n. m.), Pic Chaussy (2351 m n. m.) a Châtillon (nejvyšší bod Ormont-Dessous 2478 m n. m.). Přes toto pohoří a širokou depresi Col des Mosses mezi Mont d’Or a Pic Chaussy vede hlavní evropské rozvodí mezi Rhônou a Rýnem. Části obce na druhé straně Col des Mosses jsou odvodňovány řekou Hongrin do Sány, a tím do Rýna. Hongrin pramení v horském jezeře Lac Lioson. Na úplném severu zasahuje území obce do údolí Petit Hongrin a zahrnuje také většinu vodní nádrže Lac de l’Hongrin a její přehradní hráz. V roce 1997 byla 4 % území obce pokryta zastavěnou plochou, 43 % lesy a lesními porosty, 40 % zemědělskou půdou a asi 13 % neproduktivní půdou.
Na území obce se nachází sesuv La Frasse, který ohrožuje hlavní silnici č. 11 mezi Les Sépey a Aigle. Sesuv je aktivní již přibližně 12 000 let, ale objeven byl až v 19. století a zdokumentován v roce 1863. V letech 2007–2009 byla vybudována odvodňovací galerie, která snížila sesuv z 60 cm/rok na 2,4 cm/rok.
Obec Ormont-Dessous se skládá z následujících vesnic a osad (neexistuje sídlo s názvem Ormont-Dessous):
- Le Sépey, 974 m n. m., správní středisko Ormont-Dessous, v úžlabině říčky Ruisseau du Sépey na pravém břehu údolí Grande Eau
- La Forclaz, 1261 m n. m., horská zemědělská obec na terase na levém břehu údolí Grande Eau, na severním svahu Chamossaire
- Cergnat, 1051 m n. m., na pravém břehu údolí Grande Eau, v blízkosti Le Sépey
- Les Voëttes, 1274 m n. m., rozptýlená osada na pravém břehu údolí Grande Eau
- La Comballaz, 1344 m n. m., při výstupu na Col des Mosses, na úpatí Mont d’Or
- Les Mosses, 1436 m n. m., převážně hotelová a rekreační osada na přechodu přes průsmyk Col des Mosses

Sousedními obcemi Ormont-Dessous jsou Villeneuve, Corbeyrier, Leysin, Aigle, Ollon, Ormont-Dessus a Château-d’Oex.

## Historie

Letecký pohled na oblast Ormont-Dessous (1919)

Údolí Les Ormonts bylo pravděpodobně zrekultivováno mezi 7. a 9. stoletím a osídleno obyvateli z údolí Rhôny. První zmínka o obci Ormont pochází z roku 1200. Oblast patřila opatství Saint-Maurice, které se ve 13. století dostalo pod svrchovanost savojských hrabat. Kolem poloviny 14. století byl za Aymona de Pontverre postaven hrad Aigremont, který měl od té doby nad údolím jurisdikci a který byl v 15. století zničen.
S dobytím panství Aigle Bernem v roce 1476 přešel Ormont-Dessous pod správu panství Aigle. V roce 1529 zde byla za zuřivého odporu obyvatel údolí zavedena reformace. Když se v roce 1798 zhroutila Stará švýcarská konfederace, obyvatelstvo se bránilo záboru francouzskými a vaudskými vojsky. V horské oblasti Ormont-Dessous, na Col de la Croix a v La Forclaz došlo k ozbrojeným konfliktům, než údolí nakonec kapitulovalo. V letech 1798 až 1803, v období helvétského soustátí, patřilo Ormont-Dessous ke kantonu Léman, který byl následně po vstupu v platnost Ústavy o zprostředkování sloučen s kantonem Vaud. V roce 1798 byla obec přiřazena k okresu Aigle.
Od roku 2012 je obec součástí regionálního přírodního parku Gruyère Pays-d’Enhaut.

## Obyvatelstvo
| Vývoj počtu obyvatel | Vývoj počtu obyvatel | Vývoj počtu obyvatel | Vývoj počtu obyvatel | Vývoj počtu obyvatel | Vývoj počtu obyvatel | Vývoj počtu obyvatel | Vývoj počtu obyvatel | Vývoj počtu obyvatel | Vývoj počtu obyvatel | Vývoj počtu obyvatel | Vývoj počtu obyvatel | Vývoj počtu obyvatel | Vývoj počtu obyvatel | Vývoj počtu obyvatel | Vývoj počtu obyvatel | Vývoj počtu obyvatel |
| -------------------- | -------------------- | -------------------- | -------------------- | -------------------- | -------------------- | -------------------- | -------------------- | -------------------- | -------------------- | -------------------- | -------------------- | -------------------- | -------------------- | -------------------- | -------------------- | -------------------- |
| Rok                  | 1850                 | 1860                 | 1870                 | 1880                 | 1888                 | 1900                 | 1910                 | 1920                 | 1930                 | 1941                 | 1950                 | 1960                 | 1970                 | 1980                 | 1990                 | 2000                 |
| Počet obyvatel       | 1574                 | 1494                 | 1719                 | 1713                 | 1614                 | 1746                 | 1615                 | 1698                 | 1496                 | 1408                 | 1237                 | 996                  | 884                  | 895                  | 896                  | 1075                 |

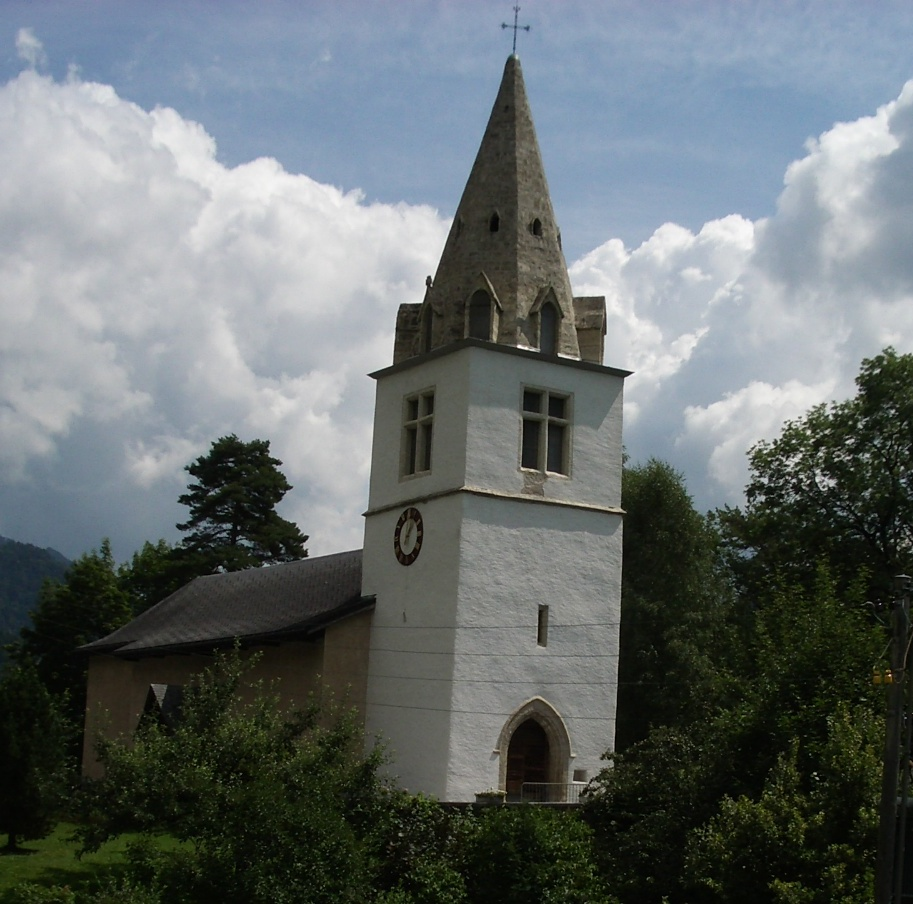
Reformovaný kostel v Cergnat

93,0 % obyvatel hovoří francouzsky, 3,1 % německy a 1,5 % portugalsky (stav v roce 2000). V roce 1870 žilo v Ormont-Dessous celkem 1719 obyvatel a v roce 1900 nejvíce, celkem 1746 obyvatel. V průběhu 20. století se počet obyvatel v důsledku silného vystěhovalectví snížil přibližně o 50 % až na 884 obyvatel v roce 1970. Nárůst počtu obyvatel byl opět zaznamenán až od 90. let 20. století.

## Hospodářství

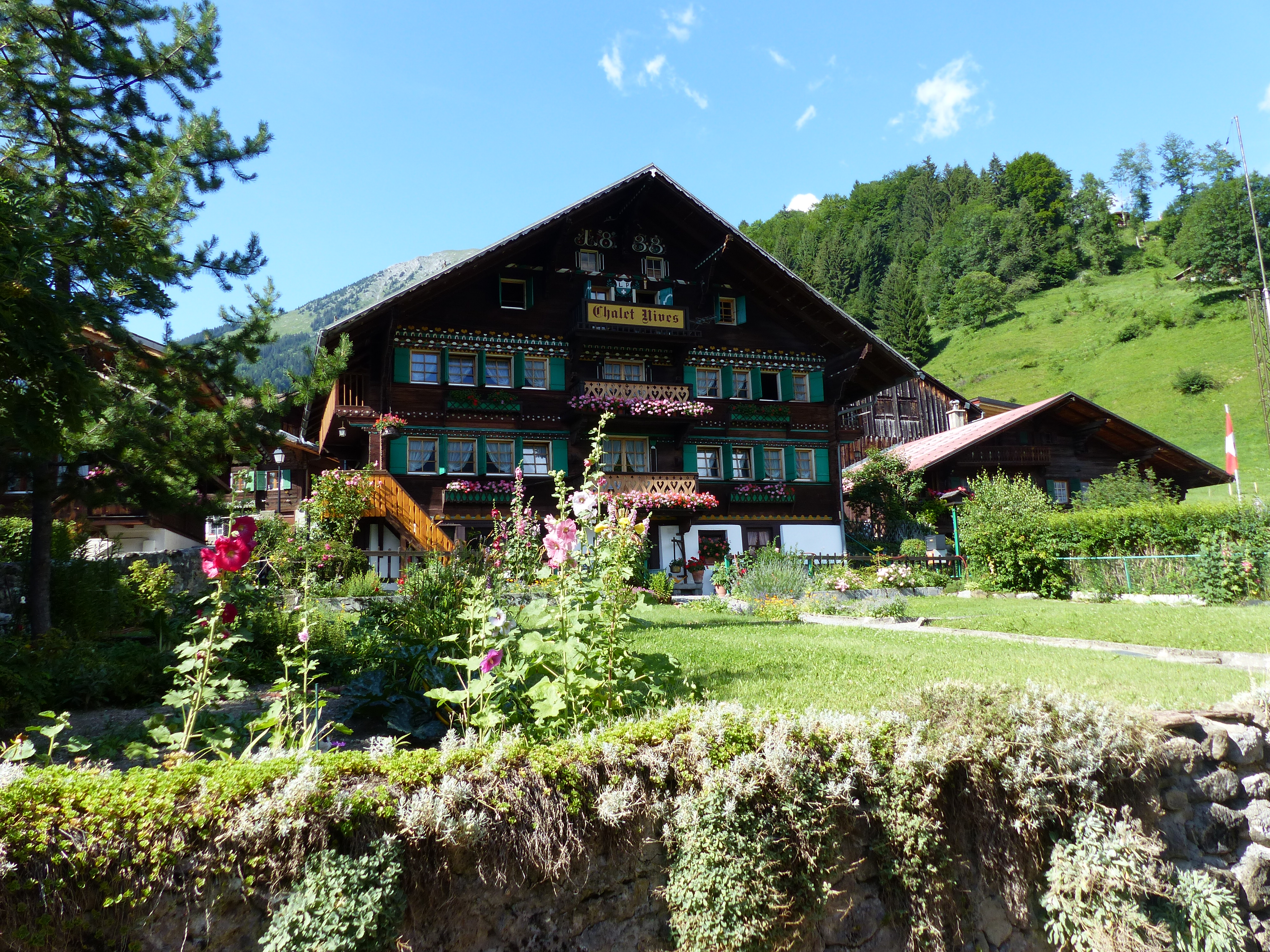
Tradiční architektura v obci

Až do konce 19. století byla obec Ormont-Dessous převážně zemědělskou obcí. Se zlepšením dopravního spojení kolem roku 1870 se obec postupně vyvinula v rekreační středisko.
I dnes je chov dobytka a mléka stále důležitou součástí obživy obyvatel. V předalpských oblastech se nacházejí rozsáhlé vysokohorské pastviny pro letní chov hospodářských zvířat. Další pracovní příležitosti jsou k dispozici v místních drobných podnicích (zejména zednických a tesařských dílnách) a ve službách. V posledních desetiletích se obec vyvinula také v obytnou obec. Mnoho zaměstnanců dojíždí za prací především do větších měst v údolí Rhôny a do oblasti měst Vevey a Montreux.

### Turismus
Celá oblast Ormont-Dessous je zaměřena na letní i zimní turistiku. Alpské pastviny a hory na obou stranách údolí Ormonts jsou ideální pro dlouhé procházky a horské túry. Centrem zimní turistiky je průsmyk Col de Mosses s četnými sjezdovkami, lyžařskými vleky a běžeckými tratěmi. Nachází se zde také různé hotely a mnoho rekreačních a víkendových domů.

## Doprava

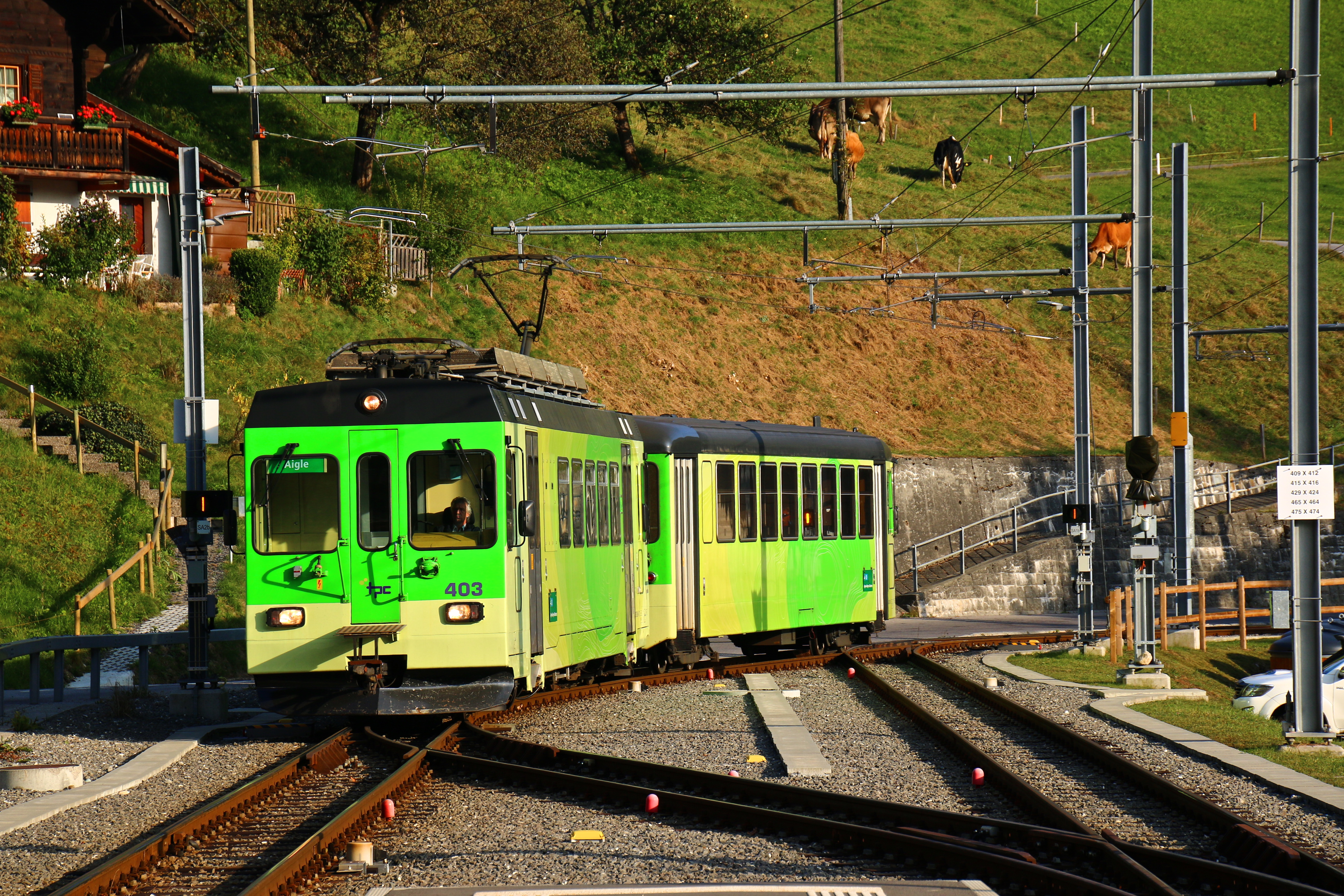
Vlak ve stanici Le Sépey

Obec má dobré dopravní spojení. Le Sépey leží na hlavní silnici vedoucí z Aigle přes Col des Mosses do Château d’Œx. Východně od obce z ní odbočuje silnice do Les Diablerets a na Col du Pillon.
Od 22. prosince 1913 je Le Sépey napojeno na úzkorozchodnou železniční trať Aigle–Sépey–Diablerets (ASD), kterou provozuje společnost Transports Publics du Chablais (TPC). Autobusové linky z Le Sépey do Col des Mosses, Leysin a La Forclaz zajišťují doplňkové spojení veřejnou dopravou.